# The Cloud Room
The Cloud Room – wywodzący się z Nowego Jorku zespół indierockowy, założony w 2002 roku. W 2005 grupa wydała swój pierwszy album zatytułowany po prostu The Cloud Room. W skład zespołu wchodzą: J Stuart, Jon Petrow, Jason Pharr, Dave Horowitz i Steve Milton. W 2007 roku grupa odwiedziła Polskę i reprezentując Stany Zjednoczone wystąpiła na festiwalu w Sopocie, rywalizując o główne nagrody z m.in. Sophie Ellis-Bextor i Monrose.
Ich piosenka „Hey Now, Now” zasłynęła dzięki wykorzystaniu jej w reklamie Pepsi-Coli.

## Skład zespołu
- J Stuart – wokal, gitara
- David H – gitara
- Jon Petrow – gitara basowa
- Steve Milton – keyboard
- Jason Pharr – perkusja

## Dyskografia
- The Cloud Room
  - Wydany: 2005
  - Wytwórnia: Gigantic Records
- Please Don't Almost Kill Me
  - Wydany: 18 września 2007
- Zither
  - Wydany: 24 kwietnia 2012